# Psydrax suaveolens
Psydrax suaveolens är en måreväxtart som först beskrevs av Spencer Le Marchant Moore, och fick sitt nu gällande namn av Sally T. Reynolds och Rodney John Francis Henderson. Psydrax suaveolens ingår i släktet Psydrax och familjen måreväxter. Inga underarter finns listade i Catalogue of Life.